# Limnodrilus udekemianus
Limnodrilus udekemianus är en ringmaskart som beskrevs av Jean Louis René Antoine Édouard Claparède 1862. Limnodrilus udekemianus ingår i släktet Limnodrilus och familjen glattmaskar. Arten är reproducerande i Sverige. Inga underarter finns listade i Catalogue of Life.